# 菲利普·英厄布里格森
菲利普·英厄布里格森（挪威語：Filip Ingebrigtsen，1993年4月20日—）是一名挪威中距离赛跑运动员，代表Sandnes Idrettslag。在2016年，英厄布里格森在阿姆斯特丹举行的欧洲田径锦标赛期间成为1500米欧洲冠军，并在2017年在伦敦的世界田径锦标赛的同一项目上获得铜牌。他的哥哥亨里克和弟弟雅各布均为1500米项目的欧洲锦标赛冠军。